# 全球聖公宗前途會議
全球聖公宗前途會議（Global Anglican Future Conference，簡稱GAFCON），是一個為期7天的保守派聖公宗主教與領袖高峰會議。會議由聖公會南半球聯盟主辦。首個會議於2008年6月22日在以色列的耶路撒冷舉行。首次會議的日期，被選定在每十年一度的蘭柏會議（普世聖公宗教省主教會議）開幕前的一個月。絕大部分出席的領袖，藉着這個會議抵制蘭柏會議。
雖然這個會議成立的歷史短暫，但根據估計，其所佔的全球信徒人數比例，由最低的三成七，達到最高的六成；所以無論在基督教聖公宗內的影響力、以至聖公宗的合一或分裂，都有着舉足輕重和深遠的影響，絕對不可小窺。

## 歷史
由於2003年，美國聖公會按立公開承認是同性戀的羅賓遜牧師為教區主教，保守派聖公會主教們不滿，認為美國聖公會已經喪失了參與蘭柏會議的資格，亦不應該繼續容許它參與蘭柏會議。但坎特伯雷大主教羅恩·威廉斯採取容忍態度，令到這些保守派領袖們非常不滿，決定組成聯盟。2005年，聯盟在埃及紅海的渡假勝地 Ain El Sukhna 舉行首次會議，正式推舉尼日利亞教省彼得·艾堅奴拿大主教為其聯盟領袖。

### 命名
由於參與全球聖公宗前途會議的聖公會教省領袖們主要來自非洲、亞洲和南美洲等發展比較落後和貧窮的第三世界國家，而第三世界國家主要分佈在南半球，所以這些大主教和主教們便為其聯盟命名為《聖公會南半球聯盟》。

### 聯盟代表
來自全球27個國家的1000名領袖當中，有280名聖公會主教，分別是：尼日利亞教省彼得·艾堅奴拿大主教、肯雅教省的本傑明·吳閃比大主教、坦桑尼亞教省的當奴·吳德德湄拿大主、來自大洋洲的聖公會雪梨教區的彼得·贊臣大主教、 南美洲教省格雷戈·温拿保斯主教、 加拿大的丹·哈維以主教、美國的波比·鄧肯和馬田·棉斯主教、印度教省的榮尼·撒母耳法政牧師和英格蘭的克里斯·塞頓法政牧師。這些主導着聯盟的牧者，聲稱他們代表着全球五千萬聖公宗信徒中的三千萬信徒。現時，全球官方聖公宗信徒人數有八千萬人。

### 反對原因
2003年，美國聖公會按立公開承認是同性戀的羅賓遜牧師為教區主教，其後坎特伯雷大主教羅恩·威廉斯採取猶豫不決和容忍的態度，對這個違反教規的委任，作為全球聖公宗的精神領袖，沒有採取任何有效行動，來懲罰那些公開違反1998年蘭柏會議道德原則決議的教會。羅恩·威廉斯這個做法令到保守派領袖們非常不滿，他們認為在按立同性戀神職人員和容許同性戀婚姻/婚禮上，因為違反聖經原則，不能夠妥協。他們亦認為北美洲的同性戀危機是直接導致普世聖公宗分裂的原因。 會議另一個目的是讓教會可以再次將目光放在耶穌和聖經上。

## 時間表

### 第一個會議
第一個會議在2008年6月22至28日，在以色列的耶路撒冷舉行。開幕前兩天，艾堅奴拿大主教代表有關方面發表一本名叫《道路、真理、生命》（The Way, The Truth and the Life）的資料性新書。

#### 會議日程
- 6月22日，1000名代表參觀以色列博物館和死海書卷。
- 6月23日，1000名代表抵達橄欖山上祈禱和唱詩。[15][16][17]
- 6月24日上午，會議由敬拜和研經會開始(題目是: 上帝的應允 創世記第12章)。下午會議專題討論聖公會怎樣對愛滋病作出回應，特別是烏干達和尼日利亞在二十多年來，怎樣成功地控制愛滋病的傳播和怎樣照顧染病的人，和幫助孤兒寡婦創業。[18][19]
- 6月25日，代表參觀大衛之城，在聖殿山希律王神殿西面牆南端石階上合照。[19][20]
- 6月26日，敬拜、 祈禱、討論、研經、研習會[19]。
- 6月27日， 1000名代表在聽取完官方公報的草稿後，抵達以色列伯利恆城，參觀主誕堂。[21]南美洲教省格雷戈·溫拿保斯主教在新聞發佈會上表示，他將會出席蘭柏會議[22]。
- 6月28日， 1000名代表抵達以色列北部加利利，到訪迦百農和八福山。[23][21]
- 6月29日，《聖公會南半球聯盟》將會發表官方公報[23]。

#### 總結
與會領袖表明不會脫離聖公宗，因為這不是會議目的。會議一致認同需要設立更完善架構與機制，支援保守派教會，特別是北美的教會。他們一致認為，會議維護的，是聖經原則的堅守，而不是要突出個人的名聲。

#### 聲明
會議聲明於6月29日發表。聲明有三項決議：
- 第一，宣佈這個會議正式成為一個運動。
- 第二，宣佈發表耶路撒冷聲明。
- 第三，與會者已達成壓倒性共識，鼓勵主教長們組成理事會，管理全球聖公宗前途會議。

會議通過理事會初部會由六名大主教組成，他們分別來自尼日利亞、盧旺達、肯雅、南美洲、烏干達和西非洲的教區。坦桑尼亞大主教假若稍後得到主教會議批准，也會加入。會議領袖再次強調：傳媒的報導錯誤，他們無意離開普世聖公宗，也無意分裂聖公宗。贊臣大主教表示：「我們一點也沒有移離基督教的傳統根基，但北美洲聖公會的行為已超越警戒線，我們需要有所行動。」艾堅奴拿大主教在聲明儀式結束前，詢問全體代表接不接受決議聲明，並得到全體代表數次大聲回應「接受」時，贊臣大主教和幾名代表不禁流下眼淚。贊臣大主教更與被趕出加拿大溫哥華聖約翰桑尼斯教堂的舒特牧師和太太互相擁抱 會議聲明同時批抨坎特伯雷大主教羅恩·威廉斯沒有在他職責範圍內，有效地處理「假福音」（即聖經和同性性行為）的問題。。

#### 前路
會議的下一個議題，將會討論設立一個新的北美洲教區的可能性。

## 回應
- 2007年12月19日，現任坎特伯雷大主教羅恩·威廉斯表示，保守派聖公會主教們選擇在蘭柏會議舉行前舉行他們的會議，並不代表他們不忠心，「因為在官方普世聖公宗內，全球聖公宗前途會議沒有任何官方地位」。[29]

- 作風比較保守的前任坎特伯雷大主教佐治·加利表示，如果耶路撒冷會議(全球聖公宗前途會議)意味著有第二個蘭柏會議，我認為這個是事實，那麼我只能對此表明我的遺憾。 諷刺的是，他們這樣做只會令蘭柏會議更加萎縮。他們決席會議令到自由派更加壯大，自由派會指責保守派為分裂分子。[30] 佐治·加利呼籲美國聖公會主教團切實執行溫莎契約, 把按立同性戀牧師與祝福同性戀新人這兩個做法無限期延遲。[30]

- 由於全球聖公宗前途會議在耶路撒冷舉行，聖公會耶路撒冷主教曾經表示，會議令到耶路撒冷牧區處境尷尬，亦令他作為主教感覺非常煩惱，亦對聖公會在(中東)這個充滿仇恨的地區，開展基督教和解事工有嚴重負面影響。[31][31]他表示不會出席全球聖公宗前途會議[32]，認為聖公會南半球聯盟「被來自北半球(已發展國家)人士主導」。《聖公會南半球聯盟》的16人領導團隊中，有9人來自英格蘭，北美洲與澳洲，另一位以英國為基地。[33]

- 2008年1月12和15日，聖公會耶路撒冷主教與《聖公會南半球聯盟》，亦即全球聖公宗前途會議的主辦人士會面，當中包括彼得·艾堅奴拿大主教和彼得·贊臣大主教。 其間他解釋反對耶路撒冷會議的原因，並建議聯盟改在塞浦路斯舉行會議，然後轉往耶路撒冷朝聖。[34]

- 反對美國聖公會的美國大衛·安達臣主教則對全球聖公宗前途會議表示歡迎。他表示這次聚會「讓我們可以以朝聖方式，將我們帶返到教會信仰的發源地。所以(我們聯盟的)目標，亦以(到耶路撒冷)朝聖為起步。」[35]

- 2008年6月22日, 聯盟主席艾堅奴拿大主教表示聖公宗內有極大部分教區存在着錯誤並變了質，離開了聖經的教導。他表示聯盟將會盡最大力量，去拯救其他還未有變質的教區和牧區。[36]

- 2008年6月27日, 雪梨教區贊臣大主教表示，「北美洲聖公會的修正主義者已驚醒了全球聖公會福音派的巨人。我相信這些修正主義者在2003年(按立同性戀主教時)犯下了極大的戰略性錯誤，他們錯誤地以為他們的舉動將不會導致任何後果。」[37]

### 傳媒反應
全球聖公宗前途會議在耶路撒冷舉行期間，受到全球媒體的關注和追訪。英國每日電訊報、泰晤士報、英國獨立報、雪梨晨鋒報、路透社和英國廣播公司等均有派出記者採訪 。其中，每日電訊報的標題是:「強硬派主教們宣告聖公宗分裂」，但其實會議還有3天才開幕。

## 影響
聖公會南半球聯盟的成立，意昧着保守派聖公會教區對坎特伯雷大主教的作風存在不滿。在坎特伯雷大主教的作風能夠改變之前，蘭柏會議作為聖公宗主導者的地位將繼續受到全球聖公宗前途會議的挑戰。另外，與教省持有不同意見的教區或牧區，像北美洲的保守派牧區，由於可能得不到教省在財政上的支持，財政上會陷入困難，有需要得到持相同意見的、位處遙遠的教區或牧區支持和幫助。  例子之一是加拿大溫哥華新西敏寺教區的米高·英咸主教，在2008年6月25日，對加拿大著名福音派神學家兼維真神學院委員占士·柏加博士發出警告；指由於他所屬教會，已投票決定離開加拿大聖公會，而柏加本人亦已退還了他的牧師執照，所以如果他或澳洲人大衛·舒特牧師繼續留在聖約翰桑尼斯教會的話，便屬於非法侵入，需要盡快離開，不然會報警。
這樣的爭拗，最後可能要訴諸於法律才能解決。最壞的結果，可能令一羣教友，要另覓地方崇拜。

## 出版書籍
2008年6月20日，聖公會南半球聯盟於全球聖公宗前途會議在耶路撒冷舉行期間，推出一本名叫《道路、真理、生命》（The Way, The Truth and the Life）的新書。新書的書名來自新約聖經的《約翰福音》第14章第6节，「耶穌說、我就是道路、真理、生命，若不藉著我、沒有人能到父那裡去。」，書名暗諭的，相信就是耶穌。 這本新書主要分析和解釋聖公宗信徒的特質和什麼是正統聖公宗教義。

## 外部連結
- 全球聖公宗前途會議網址（页面存档备份，存于）
- 澳洲聖公會聯盟（页面存档备份，存于）
- 聖公會雪梨教區（页面存档备份，存于）
- 聖公會網上電視（页面存档备份，存于） 全球聖公宗前途會議 - 耶路撒冷直播 (已於2008年6月28日隨會議結束終止)